# Hyptiotes dentatus
Espèce
Hyptiotes dentatus est une espèce d'araignées aranéomorphes de la famille des Uloboridae.

## Distribution
Cette espèce est endémique de France.

## Description
Le mâle mesure 3 mm.

## Publication originale
- Wunderlich, 2008 : Revision of the European species of the spider genus Hyptiotes Walckenaer 1837 (Araneae: Uloboridae). Beiträge zur Araneologie, vol. 5, p. 676-684, 800 & 867.